# زينب جوناي تان
زينب جوناي تان هي مخرجة تركية. ولدت في 7 سبتمبر 1975 في غونن، تركيا. لاحظت إهتمامها بالسينما والتلفزيون خلال سنوات دراستها الثانوية. بدأت تدريبها المسرحي في إيطاليا لكنها عادت إلى تركيا دون إكمال تعليمها. وتخصصت في نهاية المطاف في اللغة والأدب الإيطالي. بدأت العمل في أجهزة التلفزيون منذ سنواتها الأولى في الجامعة.

## روابط خارجية
- زينب جوناي تان على موقع IMDb (الإنجليزية)
- زينب جوناي تان على موقع ألو سيني (الفرنسية)
- زينب جوناي تان على موقع قاعدة بيانات الفيلم (الإنجليزية)